# Казицын, Юрий Владимирович
Юрий Владимирович Казицын (25 октября 1928, Луговой — 9 августа 1976, Кандалакша) — советский учёный-геолог, доктор геолого-минералогических наук, профессор, заведующий лабораторией и отделом Всесоюзного научно-исследовательского геологического института. Действительный член Всесоюзного минералогического общества.
Один из основоположников изучения метасоматизма в геологии.

## Биография
Родился 25 октября 1928 года в посёлке Луговой Пензенской области. В 1945 году окончил среднюю школу № 1 г. Пензы и поступил в Ленинградский горный институт. В 1948 году, после закрытия специальности геология и геологоразведка, был переведён на специализацию геофизика. C отличием окончил институт по двум специальностям: геология (экстерном) и геофизика. 
В 1954 году защитил диссертацию на соискание учёной степени кандидата геолого-минералогических наук под руководством профессора Н. И. Наковника, - первооткрывателя целого ряда месторождений полезных ископаемых Центральной Азии.
В 1955 году продолжил научную деятельность на кафедре кристаллографии Ленинградского горного института.
С 1954 года работал старшим научным сотрудником отдела минералогии ВСЕГЕИ.
В 1954-1955 годах работал советником по минералогии в провинции Синьцзян (Китай), где занимался геологоразведкой полезных ископаемых и подготовкой китайских специалистов. В 1957 году написал курс лекций по шлиховой минералогии, выпущенный в г. Урумчи на китайском языке. Был награждён медалью Китайско-советской дружбы за вклад в экономику КНР.
С 1961 года Ю.В. Казицын возглавил коллектив сотрудников отдела минералогических и петрографических методов исследования ВСЕГЕИ.  Спектр тематических задач, стоявших перед специалистами, был достаточно широк. Новая формулировка звучала более конкретно: «Разработать минералогические и петрографические критерии методики геологической съёмки и поисков скрытого оруденения». В процессе исследований, Ю.В Казицын  возглавил несколько направлений научно-поисковых работ, в ходе которых были обоснованы и опробованы ранее не применявшиеся методы и способы поисков и принципы изучения (как качественные, так и количественные) скрытых рудопроявлений и оруденения. Ю.В.Казицын активно внедрял в практику новыe методы исследований и диагностики минералов, горных пород и процессов их формирования. В процессе исследований, Ю.В. Казицын разработал несколько новых методов изучения и издал методическое руководство. Результаты его работ были представлены на Всесоюзных конференциях по метосоматизму, монографиях, в методическом руководстве и в диссертации.
В 1966 году защитил диссертацию на соискание учёной степени доктора геолого-минералогических наук по теме «Околорудные изменения породы Восточного Забайкалья и общие вопросы теории и практики изучения метасоматитов». По материалам диссертации были прочитаны курсы лекций в Ленинградском горном институте и на геологическом факультете Ленинградского государственного университета. 
В 1964-1969 и 1970-1971 годах был заведующим лабораторией петрографии ВСЕГЕИ, в 1971-1974 – начальником отдела минералогических методов исследования, в 1974-1976 годах – заведующим лабораторией кристаллохимии минералов.
Участвовал в работе Международных геологических конгрессов: в 1968 году в Праге и в 1972 году в Монреале.
В 1969-1970 годах работал экспертом ООН в Непале (Северные Гималаи), где открыл месторождение древних фосфоритов и дал практические рекомендации по их использованию. В 1973 году опубликовал ряд работ на эту тему.
Основные исследования Казицын провёл в Забайкалье и на северо-востоке СССР, внёс большой вклад в изучение золотой, молибденовой, редкометальной, медной минерализации.
С 1968 года занимался проблемами топологии. Предложил уравнение, обобщающее правило фаз Гиббса на геологические системы, ставшее первым нетривиальным утверждением об организации сложных геологических систем на языке математики. Его целью было создание компьютерной программы для моделирования геологических процессов как основы разработки методов поиска и разведки полезных ископаемых. Уравнение Казицына было высоко оценено профессором Ю. Л. Войтеховским в книге: «12 этюдов на темы кристалломорфологии, минералогии и кристаллографии» и других научных работах. 
Казицын внёс значительный вклад в создание новых методов  изучения минералов и горных пород, таких как рентгеновская спектроскопия, микрозондовый и термолюминесцентный анализ, которые реализованы в создании под его руководством лаборатории кристаллохимии минералов ВСЕГЕИ.
В 1972 году был выдвинут кандидатом в действительные члены (академики) Академии наук СССР. 
Он был председателем Северо-Западного территориального правления научно-технического горного общества, членом Совета Всесоюзного минералогического общества, заместителем председателя секции по метасоматизму Совета по рудообразованию АН СССР, действительным членом нескольких Ученых и диссертационных советов.
Скончался 9 августа 1976 года от инфаркта миокарда во время полевых работ в посёлке Кандалакша.

## Научные работы
Автор 115 научных работ, в том числе 5 монографий:
- Александров Г. В., Казицын Ю. В., Павлова В. В., Панов Е. Н., Шульдинер В. И.[4] Мезозойские металлоносные интрузии Шилка-Олёкминского района (Северо-Восточное Забайкалье). – М.: «Недра», 1967. – 172 с.
- Белякова Е. Е., Бордон В. Е., Бураков М. И., Дортман Н. Б., Духовский А. А., Казицын Ю. В., Кочурова Р. Н., Немцович В. М., Николаев В. Ф., Перекалина Т. В., Полевая Н. И., Рудник В. А., Саминина И. А. Методические указания по геологической съемке масштаба 1:50 000. Выпуск 3. Геологическая съемка интрузивных образований. – Л.: «Недра», 1972. – 320 с.
- Казицын Ю. В. Метасоматизм гидротермальных месторождений (введение в учение об околорудном метасоматизме). – Л.: «Недра», 1972. – 144 с.[12]
- Казицын Ю. В. Околорудные метасоматиты Забайкалья. – Л.: «Недра», 1972. – 280 с.[5]
- Казицын Ю. В. Метасоматизм к земной коре[13]. – Л.: «Недра», 1979. – 208 с.

Большую часть своих научных работ Казицын посвятил изучению метасоматизма, в частности, особенностям околорудного метасоматизма.

## Семья
Отец: Казицын Владимир Иванович, сельский учитель, директор школы.
Мать: Александровская Александра Владимировна, преподаватель русского языка и литературы.
Братья и сёстры: Таисия (1924-1994), Николай (1925-1983), Надежда (1946–2011).
Жена: Казицына (Генкина) Инна Лазаревна (1920-2003).
Дочери: Светлана и Ольга.